# Großer Stein von Serams

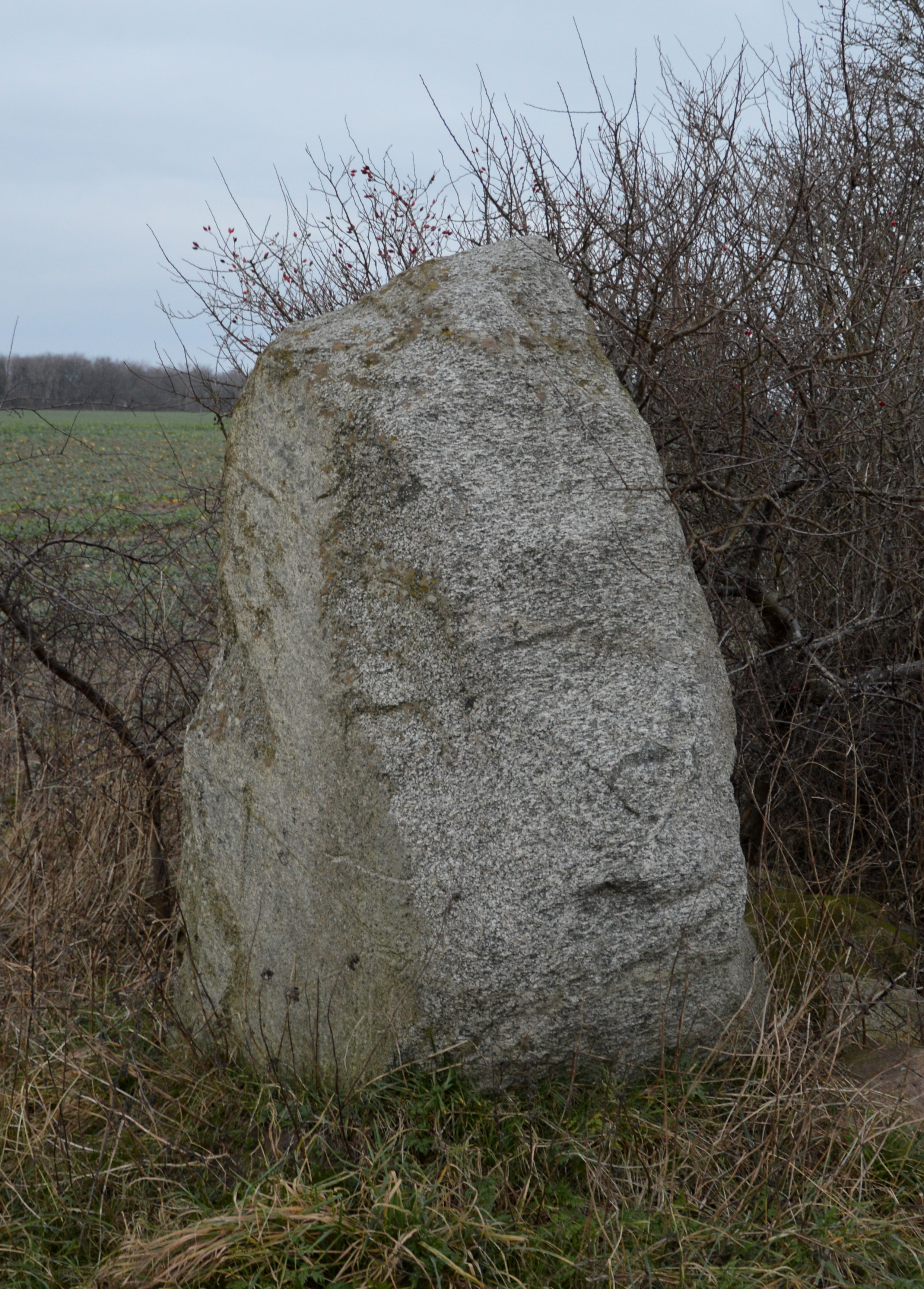
Großer Stein von Serams

Der Große Stein von Serams ist ein Findling bei Serams in der Gemeinde Zirkow auf Rügen in Mecklenburg-Vorpommern.
Er steht nordöstlich des Dorfes Serams auf der Nordwestseite des nach Binz führenden Rad- und Fußweges.
Der Stein steht aufrecht und erreicht eine Höhe von mehr als zwei Metern. Es wird vermutet, dass der Stein ursprünglich als Deckstein für ein Großsteingrab diente. Weitere große Findlinge liegen unweit des Steins.
Der Große Stein von Serams ist Gegenstand von Sagen. Danach soll, während die Dorfbevölkerung auf den Feldern zur Arbeit war, ein Wolf nach Serams gekommen sein und eine im Dorf zurückgebliebene, hochschwangere Frau verschleppt haben. Der Wolf brachte die Frau in sein Lager, welches sich an dem Großen Stein befand. Im Lager befanden sich mehrere Wolfsjunge, wobei einem ein Knochen im Hals steckengeblieben war. Die Frau entfernte den Knochen, worauf hin der Wolf sie wieder zurück ins Dorf brachte. Nach einer anderen Sage soll sich unterhalb des Steins ein Schatz befinden.